# یورک (آریزونا)
یورک (به انگلیسی: York) یک منطقهٔ مسکونی در ایالات متحده آمریکا است که در شهرستان گرینلی، آریزونا واقع شده‌است. یورک ۴٫۸۴ کیلومتر مربع مساحت و ۵۵۷ نفر جمعیت دارد.